# Marielyst
Marielyst ist ein Ferienort auf der dänischen Insel Falster. Er ist Teil der Kirchspielsgemeinde (dän.: Sogn) Væggerløse Sogn, die bis zur dänischen Kommunalreform von 1970 zur Harde Falsters Sønder Herred im damaligen Maribo Amt gehörte, danach zur Sydfalster Kommune im Storstrøms Amt, die mit der nächsten dänischen Kommunalreform 2007 in der Guldborgsund Kommune in der Region Sjælland aufgegangen ist.
Während des Sommers halten sich bis zu 50.000 Personen in Marielyst auf, die ständige Einwohnerschaft beträgt aber nur 701 Personen (Stand 1. Januar 2023). Die weitläufige Siedlung bestand 2014 aus 7.200 Ferienhäusern; der 15 km lange Sandstrand mit einem flachen Dünengürtel wurde 2013 zum „Besten Strand Dänemarks“ gewählt.

## Lage
Marielyst liegt direkt an der Ostsee etwa 10 km südöstlich der Stadt Nykøbing/Falster und etwa 15 km nördlich des Fährhafens Gedser, die E 55 liegt etwa 3 km westlich. Die Ortslage ist langgestreckt an der Ostküste von Falster.
Es gibt folgende Ortsteile – sortiert von Nord nach Süd:
- Elkenøre
- Sildestrup
- Stovby
- Ortszentrum
- Bøtø
- Bøtø Nor

Südlich von Marielyst liegen der Bøtø-Naturpark mit zahlreichen ausgewilderten Wildpferden und das Vogelreservat Bøtø Nor.

## Entwicklung zum Badeort
Ende des 19. Jahrhunderts entwickelte sich nach der Sturmflut im November 1872 der Bädertourismus am Ort. Zunächst wurde 1897 nur ein Bauernhof zur Sommerpension Hotel Marielyst umgebaut. Der Besitzer Hans Jørgensen benannte den Hof nach dem Namen seiner Frau Marie. Dem Typus eines dänischen Badehotels entsprechend, war es durch einfachen Komfort gekennzeichnet. Herman Bang war ein viel beachteter Sommergast und schrieb hier seinen Skandalroman Haabløse Slægter (1880, dt. 1900 Hoffnungslose Geschlechter). Zwischen 1898 und 1901 wurden die Unterkünfte nach europäischem Standard erweitert. Nun standen den Gästen Warm- und Kurbäder zur Verfügung, Croquet, Tennisplätze und Golfbahnen, ein Casino, Billardsäle und ein Theater.
Der Rechtsanwalt und spätere Leiter des dänischen Bildungsministeriums Frederik Graae (1875–1948) initiierte am 28. Juli 1906 die Gründung eines Seebades (Østersøbad). 1908/09 wurden geräumige Sommervillen in Deichnähe errichtet, benannt nach Werken des Dichters Holger Drachmann: Troldtøj, Kitzwalde und Tannhäuser. Die Häuser sind heute noch erhalten. Im Juli 1914 verbrachte Franz Kafka zusammen mit seinem Freund Ernst Weiß einige Urlaubstage in Marielyst.
Anfangs errichteten vor allem wohlhabende Hauptstädter Sommerhäuser in Marielyst; seit den 1920er Jahren zog der Ort auch Bürger aus dem nahen Nykøbing/Falster an.
Seit 1971 beherbergt das ehemalige Hotel Marielyst, direkt hinter dem Marktplatz gelegen, die Højskolen Marielyst, eine Volkshochschule für Senioren.
2014 wurde das Ortszentrum Marielyst Torv umgestaltet: Die Straße wurde zu einer Fußgängerzone, Eichenholzbelag ersetzte den Asphalt und führt als Promenade bis an den Badestrand.

## Verkehr
Marielyst ist auch mit öffentlichen Verkehrsmitteln zu erreichen. Es bestehen Busverbindungen zum Fährhafen Gedser (Autofähre Rostock–Gedser) und zum Bahnhof Nykøbing/Falster (Vogelfluglinie Hamburg–Kopenhagen).

## Infrastruktur
Die Wirtschaft in Marielyst ist stark vom Tourismus geprägt. Neben zahlreichen Ferienhäusern gibt es Hotels, Campingplätze, Restaurants und ein breites Angebot an Freizeitaktivitäten wie Golf, Minigolf, Paintball und Reiten.
Die täglichen Einkäufe können im Ort bei den Discountern Rema 1000, LIDL und Netto erledigt werden.

## Kultur und Sehenswürdigkeiten
Zu den Sehenswürdigkeiten in und um Marielyst gehören der Strand, der Bøtø Nor Vogelpark, ein beliebtes Ziel für Vogelbeobachter, und der Marielyst Golfklub. In der Nähe befindet sich auch der Mittelalterpark "Middelaldercentret" in Nykøbing Falster.